# Arrondissements de la Martinique

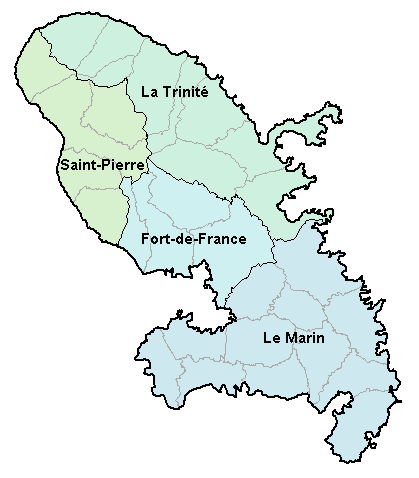
Carte des 4 arrondissements de la Martinique

La Martinique comprend quatre arrondissements.

## Composition
| Nom                              | Code Insee | Superficie (km2) | Population (dernière pop. légale) | Densité (hab./km2) | Modifier             |
| -------------------------------- | ---------- | ---------------- | --------------------------------- | ------------------ | -------------------- |
| Arrondissement de Fort-de-France | 9721       | 171,00           | 150 323 (2022)                    | 879                | modifier les données |
| Arrondissement de Saint-Pierre   | 9724       | 210,30           | 22 357 (2022)                     | 106                | modifier les données |
| Arrondissement de la Trinité     | 9722       | 337,60           | 73 301 (2022)                     | 217                | modifier les données |
| Arrondissement du Marin          | 9723       | 409,10           | 115 038 (2022)                    | 281                | modifier les données |
| Martinique                       | 02         | 1 128,00         | 361 019 (2022)                    | 320                | modifier les données |

## Histoire
- Le 19 mars 1946 : la Martinique devient département d'outre-mer.
- 1947 : Pierre Trouillé est nommé premier préfet de la Martinique ; il prend ses fonctions le 23 août 1947.
- 1965 : création de la sous-préfecture de La Trinité.
- 1974 : création de la sous-préfecture du Marin.
- 1995 : création de la sous-préfecture de Saint-Pierre par décret[1].